# Gil Won-ok
Gil Won-ok (koreanisch 길원옥, Grandma Gil; geboren am 30. November 1928; gestorben am 16. Februar 2025) war eine koreanische Aktivistin. Sie wurde im Zweiten Weltkrieg als sog. Trostfrau missbraucht und widmete ihr Leben der Forderung nach Wiedergutmachung und einer offiziellen Entschuldigung von Japan für die militärische Zwangsprostitution, von welcher mehr als 200.000 Frauen betroffen waren.

## Leben
Gil Won-ok wurde 1928, wahrscheinlich am 30. November, in Hŭich’ŏn, Korea, Kaiserreich Japan geboren. Sie wuchs in Pjöngjang auf.
1940, im Alter von dreizehn Jahren bestieg Gil Won-ok einen Zug zu einer japanischen Fabrik, wo ihr eine Arbeit versprochen worden war. Stattdessen wurde sie nach Harbin, Mandschurei, verschickt und im Winter 1940 in eine comfort station gesteckt, wo sie bis zu ihrem achtzehnten Lebensjahr blieb. Sie wurde wiederholt von japanischen Soldaten sexuell missbraucht. Während dieser Jahre erkrankte sie an Syphilis, die Tumore in ihrem Körper verursachte, was zu vier Operationen führte. Komplikationen bei einer der Operationen veranlassten die Ärzte dazu, bei Gil eine Hysterektomie durchzuführen, was sie unfruchtbar machte. Nach dem Krieg wollte Gil Won-ok nach Nordkorea zurückkehren, aber kam nur bis zur geschlossenen Grenze. Sie konnte nie wieder nach Hause zurückkehren. Später betrieb sie einen Imbissstand und verkaufte koreanischen Reiswein (Makgeolli).

## Aktivismus
1998 folgte Gil Won-ok dem Vorbild anderer Comfort Women und sprach öffentlich über die sexuelle Gewalt, die ihr fünf Jahre lang widerfahren war. Später wurde Gil Aktivistin und forderte eine offizielle Entschuldigung Japans für die Verbrechen, die das Land im Zweiten Weltkrieg begangen hatte. Da sie selbst keine Kinder bekommen konnte, adoptierte sie einen Jungen, der in einem Spielcasino, in dem sie arbeitete, zurückgelassen worden war. Heute ist er Pastor. In späteren Jahren lebte Gil mit anderen ehemaligen Trostfrauen in einem Heim namens „Unser friedliches Haus“, welches vom Koreanischen Rat für Frauen, die von Japan zur sexuellen Sklaverei im Militär eingezogen wurden (한국정신대문제대책협의회; 韓國挺身隊問題對策協議會), betrieben wurde.
Nachdem sie sich öffentlich zu den Gewaltverbrechen geäußert hatte, die von der Kaiserlich Japanischen Armee an ihr verübt worden waren, schwor sie, den Rest ihres Lebens der Forderung nach einer offiziellen Entschuldigung Japans zu widmen, da Japan keine Verantwortung für die im Zweiten Weltkrieg begangenen Verbrechen übernahm. Jeden Mittwoch nahm Gil aus Protest an den Mittwochsdemonstrationen (수요 집회, Suyo jipoe) teil, die seit dem 8. Januar 1992 jede Woche vor der japanischen Botschaft in Korea stattfinden. Neben der Teilnahme an den Mittwochsdemonstrationen bereiste Gil die Welt und sprach unter anderem an der Nihon Joshi Daigaku (Japanische Frauenuniversität), wo sie ihre Geschichte erzählte und gleichzeitig für eine offizielle Entschuldigung Japans eintrat. Sie beteiligte sich auch an der100-Millionen-Petitionskampagne, deren Ziel es war, 100 Mio. Unterschriften für die Wiedergutmachung der Trostfrauen zu sammeln. Im Jahr 2014 reiste Gil nach Genf in die Schweiz, wo sie dem Büro des Hohen Kommissars der Vereinten Nationen für Menschenrechte bei den Vereinten Nationen eine Petition mit 1,5 Millionen Unterschriften übergab.

### Schmetterlingsfonds
Im Jahr 2012 gründeten Gil und Kim Bok-dong, eine andere ehemalige Trostfrau, mit Unterstützung des Koreanischen Rates für Frauen, die von Japan zur sexuellen Sklaverei im Militär eingezogen wurden, den Butterfly Fund (Schmetterlingsfonds), um Opfern von sexuellen Kriegsverbrechen in aller Welt zu helfen. Beide Frauen versprachen, alle Gelder, die sie als Entschädigung für die an ihnen begangenen Kriegsverbrechen erhalten, zu spenden, um Frauen zu helfen, die in eine ähnliche Situation geraten waren wie sie. Zu den Empfängern des Fonds gehören Opfer des Zweiten Kongo-Krieges sowie Vergewaltigungsopfer aus dem Vietnamkrieg, denen von Koreanern Gewalt angetan wurde.

## The Apology
Der Film The Apology von Tiffany Hsiung, von 2016, begleitet drei ehemalige Trostfrauen, die ihre persönlichen Geschichten als Opfer sexueller Sklaverei während des Krieges erzählen und sich gleichzeitig darauf konzentrieren, wie sie eine offizielle Entschuldigung von Japan fordern. Der Film zeigt Gils persönliche Erfahrungen als Trostfrau und folgt ihr gleichzeitig auf ihren Reisen als Aktivistin. Im Film reist Gil an die Japanische Frauenuniversität, nach China und schließlich in die Schweiz, wo sie den Vereinten Nationen eine Petition mit 1,5 Millionen Unterschriften überreichte, in der Wiedergutmachung für die 200.000 Frauen gefordert wird, die Opfer sexueller Sklaverei während des Krieges wurden.

## Tod
Gils Gesundheitszustand verschlechterte sich in ihren späteren Jahren aufgrund einer Alzheimer-Erkrankung. Sie starb am 16. Februar 2025 in ihrem Haus in Incheon im Alter von 96 Jahren.